# Sistema electoral de Catalunya
El sistema electoral de Catalunya està establert legalment per la Constitució Espanyola, l'Estatut d'Autonomia de Catalunya, la llei orgànica 5/1985 i les seves successives modificacions. La llei del Parlament de Catalunya 3/1982 regulava la convocatòria d'eleccions al Parlament de Catalunya i l'elecció del President de la Generalitat; aquesta llei fou derogada per la llei 13/2008 de 23 de març, del Parlament, el president i el Consell Executiu, sense que es produïssin canvis pel que fa al procediment d'elecció i convocatòria d'eleccions.
La mateixa Constitució preveu que una llei orgànica sigui la que reguli tots els procediments electorals que es realitzin a l'Estat, amb l'excepció de les eleccions autonòmiques que, encara que queden regulades en part per aquesta llei, poden ser regulades també per les lleis electorals pròpies de cada comunitat si així ho estableixen els seus estatuts. En aquest sentit, a Catalunya, tot i que l'Estatut en el seu article 56 preveu la possibilitat d'elaborar una llei electoral, aquesta s'ha d'aprovar per dues terceres parts del Parlament i, fins a l'actualitat, la manca d'acord parlamentari ha suposat que la llei orgànica 5/1985 sigui d'aplicació també a les eleccions catalanes, en virtut del que es disposa a l'article preliminar i de la disposició addicional primera de la citada llei, que indiquen el caràcter supletori de la mateixa en absència d'una llei electoral pròpia en una comunitat autònoma.
Malgrat que s'aprovés una llei electoral catalana, la llei estatal es continuaria aplicant a les eleccions legislatives catalanes perquè una part de les seves prescripcions tenen la condició de normes d'aplicació general, és a dir, normes que han de ser aplicades a tots els processos electorals (estatals, autonòmics, locals i europeus). Aquestes normes fan referència bàsicament a la definició del dret de sufragi, a l'administració electoral, al cens electoral, als requisits generals de la convocatòria d'eleccions, al procediment de presentació de candidatures, a la campanya i propaganda electorals, al recurs contenciós electoral, a les despeses i les subvencions electorals i als delictes i infraccions electorals.

## Marc legal
Una de les particularitats del sistema electoral a Catalunya –igual que a l'estat espanyol– és que els electors escullen els seus representants a les cambres o plens representatius (ja sigui de forma directa o indirecta) i són aquests qui alhora escullen les persones que ostenten la funció executiva d'aquella administració. A Catalunya conviuen 4 processos electorals que, tèoricament, amb el marc legal establert permeten escollir els representants de set administracions públiques diferents, si bé en realitat corresponen a sis administracions. A les eleccions generals, els electors escullen els representants davant la cambra de representació de l'administració general de l'estat, a les autonòmiques els de l'administració de la Generalitat de Catalunya, a les europees els diputats de l'administració de la Unió Europea i a les municipals els representants als ajuntaments, consells comarcals i diputacions. La llei de vegueries, aprovada però no aplicada per qüestions tècniques, preveu que els seus representants també s'escollien mitjançant els resultats a les eleccions municipals. Els primers representants davant aquesta nova administració havien de ser escollits a les eleccions municipals de 2011, si bé la congelació de l'aplicació de la llei ha deixat aquest procés en una situació latent i sense data
L'Estatut d'Autonomia de Catalunya, en el seu article 56.2, remet a una llei del Parlament –actualment no aprovada– que tracta sobre la regulació del règim electoral, però estableix que per aprovar aquesta llei es necessita una majoria reforçada, concretament dues terceres parts dels diputats del Parlament (la mateixa majoria que cal per aprovar una proposta de reforma de l'Estatut). Aquesta llei electoral catalana, pendent des de la reinstauració de la democràcia a l'estat espanyol, no ha estat encara aprovada; de fet, Catalunya és l'única comunitat autònoma que no té una llei electoral pròpia. La manca d'una llei electoral catalana ha comportat que s'apliquessin a les eleccions al Parlament de Catalunya les normes que regulen les eleccions al Congrés dels Diputats espanyol contingudes a la Llei orgànica 5/1985 del règim electoral general, pel seu caràcter supletori. Malgrat que finalment s'aprovés la llei electoral catalana, la llei 5/1985 es continuaria aplicant a les eleccions legislatives catalanes perquè una part de les seves prescripcions tenen la condició de normes d'aplicació general, és a dir, normes que han de ser aplicades a tots els processos electorals tant estatals com autonòmics, locals i europeus. Aquestes normes fan referència, bàsicament, a la definició del dret de sufragi, a l'Administració electoral, al cens electoral, als requisits generals de la convocatòria d'eleccions, al procediment de presentació de candidatures, a la campanya i propaganda electoral, al recurs contenciós electoral, a les despeses i a les subvencions electorals i als delictes i infraccions electorals. Malgrat aquesta llista de matèries que segons la llei 5/1985 correspon regular a l'Estat, la possible futura llei electoral catalana té encara un ampli ventall de qüestions per determinar: la fórmula electoral, la forma de vot, el llindar o barrera electoral, la configuració de la Junta Electoral de Catalunya, el nombre de diputats que formen el Parlament i quines són les circumscripcions electorals. Així mateix, haurà d'establir criteris de paritat entre dones i homes per a l'elaboració de les llistes electorals.

## Votació

### Mètode
El sistema electoral és el procediment mitjançant el qual els vots es converteixen en representants a les cambres de representació política. A diferència d'un gran nombre de països, Catalunya utilitza un sistema proporcional, tal com marca la Constitució Espanyola. Això significa que el percentatge de representació parlamentària depèn del percentatge de vots rebuts per cada formació. De totes maneres, a Catalunya aquesta proporcionalitat s'aplica a cada una de les circumscripcions electorals, de manera que les candidatures reben un percentatge de representants en funció del nombre de vots que han obtingut en aquell territori.

### Electors
El dret al sufragi actiu és un dret constitucional regulat per la llei orgànica de règim electoral. Aquest dret el poden exercir aquells ciutadans que compleixin una sèrie determinada de requisits el dia que se celebren les eleccions, sempre que no estiguin legalment inhabilitats per a fer-ho.
En aquest sentit, com a regla general, tenen dret a vot els ciutadans de nacionalitat espanyola majors de divuit anys inscrits al cens electoral. De facto, però, aquesta normativa tan sols s'usa a les eleccions generals, ja que a les eleccions europees poden votar aquells ciutadans de la Unió Europea amb residència a Catalunya que manifestin el seu desig d'exercir el dret a vot. D'altra banda, a les eleccions municipals poden exercir el seu dret a vot tots els ciutadans de la Unió Europea residents a Catalunya, així com els ciutadans amb nacionalitat de països que atorguin el dret de sufragi passiu als ciutadans espanyols en les seves eleccions municipals, sempre que ho sol·licitin formalment. A més, els ciutadans noruecs tenen el dret a vot garantit gràcies a un tractat de reciprocitat electoral entre Noruega i Espanya. Els ciutadans britànics residents tenen també dret al sufragi actiu i passiu gràcies a un acord firmat arran de la sortida del país de la Unió Europea.
| Continent | Estat |
| --------- | --- |
| Europa    | Alemanya, Àustria, Bèlgica, Bulgària, Croàcia, Dinamarca, Eslovàquia, Eslovènia, Estònia, Finlàndia, · França, Grècia, Hongria, Irlanda, Islàndia, Itàlia, Letònia, Lituània, Luxemburg, Malta, · Noruega, Països Baixos, Polònia, Portugal, Regne Unit, Txèquia, Romania, Suècia, Xipre |
| Amèrica   | Argentina, Bolívia, Colòmbia, Equador, Paraguai, Perú, Trinitat i Tobago , Uruguai, Xile |
| Àfrica    | Cap Verd |
| Oceania   | Nova Zelanda |

Pel que fa a les eleccions al Parlament de Catalunya, poden votar aquells ciutadans amb nacionalitat espanyola majors de divuit anys que tinguin la condició política de catalans, la qual s'obté mitjançant la inscripció a qualsevol padró municipal de Catalunya, sempre que hagin estat inscrits al cens electoral. També poden votar a les eleccions al Parlament els ciutadans espanyols residents a l'estranger que hagin tingut Catalunya com a darrer veïnatge administratiu i que hagin acreditat aquesta condició al consolat espanyol corresponent. Aquest dret també el gaudeixen els descendents d'espanyols amb el darrer veïnatge a Catalunya que hagin estat inscrits com a espanyols, si així ho sol·liciten, en la forma que determinen les lleis espanyoles.
Finalment, pel que fa a les eleccions al Conselh General dera Val d'Aran, tenen dret a vot els ciutadans amb nacionalitat espanyola inscrits al cens electoral en algun dels municipis que integren els terçons electorals.
No poden ser electors els presos condemnats per sentència judicial a la pena de privació de dret de sufragi, ni els declarats incapaços mitjançant sentència judicial ferma, sempre que a la sentència hi consti expressament la incapacitat per a l'exercici del dret de sufragi. Tampoc no tenen dret a vot els internats en un hospital psiquiàtric amb autorització judicial durant el període que duri el seu internament.

### Circumscripcions electorals
Una circumscripció electoral és la unitat que es pren com a base per assignar els escons. A Catalunya, les circumscripcions electorals coincideixen amb els límits territorials de les províncies de Barcelona, Lleida, Girona i Tarragona per a les eleccions generals, per a les eleccions al Parlament de Catalunya i per a les diputacions escollides a les eleccions locals. Pel que fa a les eleccions europees, la circumscripció és tot l'estat espanyol, mentre que a les eleccions locals, a part de les diputacions, les circumscripcions electorals són els municipis pels ajuntaments (amb les excepcions de les entitats municipals descentralitzades) i les comarques pels consells comarcals. Cada circumscripció té atribuït un nombre de representants determinat per llei prenent com a base la població en el cens. La delimitació de les circumscripcions de base territorial és un dels aspectes clau del sistema electoral català, ja que pot repercutir sobre la igualtat de vot, tant pel que fa a la proporció entre electors i nombre de representants que se'ls atribueixen com pel que fa a preferències electorals expressades i a la distribució d'escons entre les candidatures presentades, la qual cosa fa que un vot en una circumscripció o un altre tingui un valor molt diferent. A la Vall d'Aran, la llei 16/1990 sobre el Règim Especial de la Vall d'Aran divideix el territori en sis circumscripcions o «terçons històrics» anomenats Pujòlo, Arties e Garòs, Castièro, Marcatosa, Irissa i Quate Lòcs.

### Candidats
A les eleccions al Parlament de Catalunya s'estableix que per poder ser candidat i, per tant, poder esdevenir diputat al Parlament, els ciutadans i ciutadanes de Catalunya han d'estar en ple ús dels seus drets civils i polítics, d'acord amb la legislació electoral.
Per a l'elecció dels consellers generals del Conselh General dera Val d'Aran poden presentar candidatures els partits, les federacions o les coalicions legalment registrades, o els mateixos electors de cada terçó o circumscripció avalats per un nombre no inferior al 3% del cens electoral del mateix terçó.

### Campanya electoral

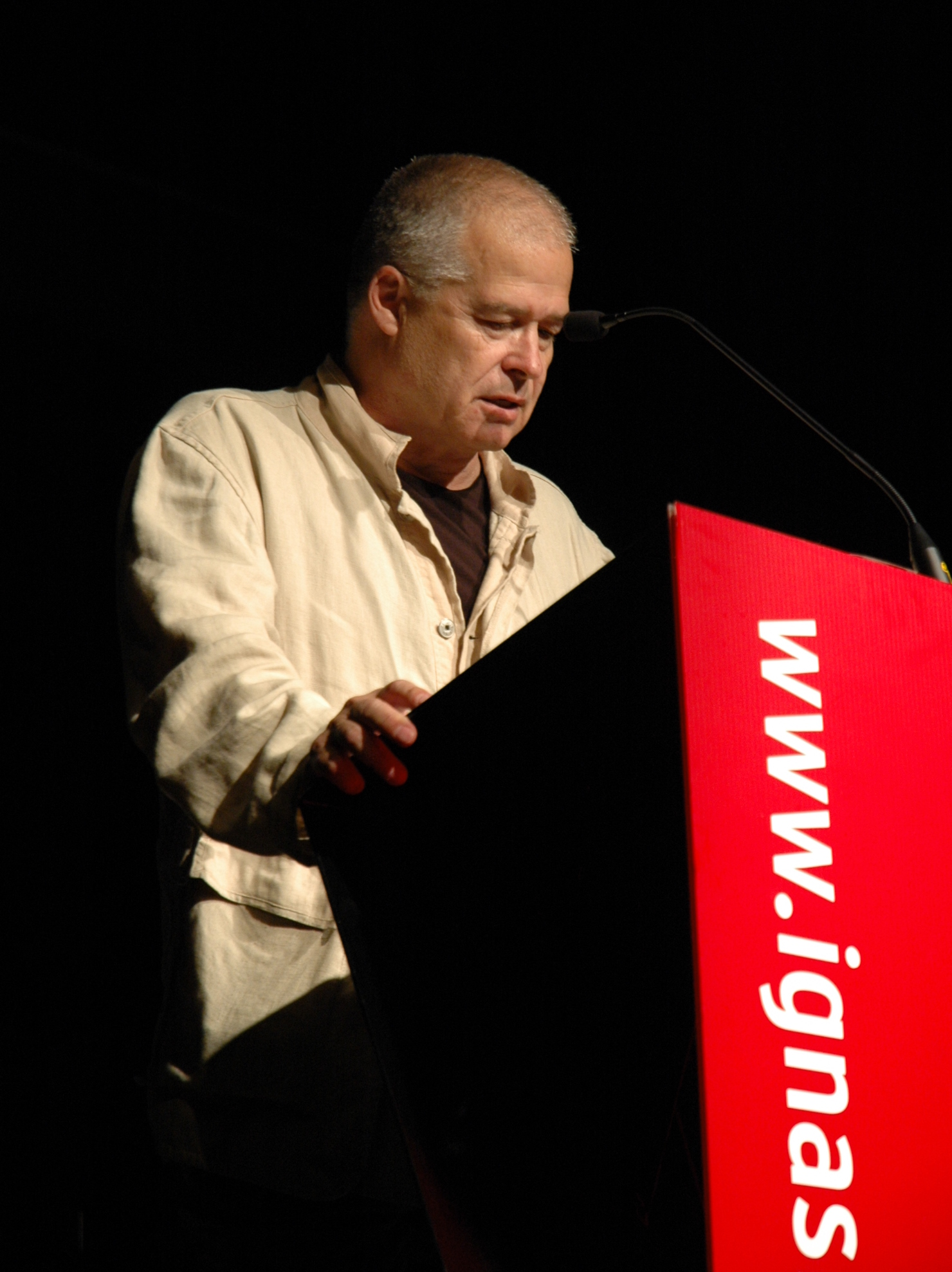
Acte polític realitzat per un candidat a les eleccions municipals de 2011

La legislació actual entén per campanya electoral totes aquelles activitats lícites celebrades a Catalunya entre el 38è dia després de la convocatòria electoral i les zero hores del dia immediatament anterior al dia de les eleccions, per la qual cosa té una durada de 15 dies. L'objectiu de la campanya és la captació de sufragis, i tan sols poden realitzar aquestes activitats els candidats, partits, federacions, coalicions o agrupacions que es presenten a les eleccions.

### Vot per correu
El vot per correu el poden sol·licitar aquells electors que creguin que a la data de la votació estaran absents a la seva localitat d'empadronament o que, per algun motiu, no podran personar-se al col·legi electoral. Per poder votar per correu és necessari presentar una sol·licitud administrativa a la delegació provincial de l'oficina del cens electoral. Aquesta sol·licitud es pot fer des del dia de la convocatòria del procés electoral fins a deu dies abans de les eleccions. Un cop feta la sol·licitud, la persona queda exclosa del cens i ja no pot votar de forma presencial. Un cop processada la informació pels funcionaris de correus i per les juntes electorals, l'elector rep a casa totes les paperetes que presenten candidatura en el procés electoral, elegeix quina prefereix i la retorna a correus, que la farà arribar a la seva mesa electoral perquè sigui tingut en compte durant el recompte electoral.

### Administració electoral

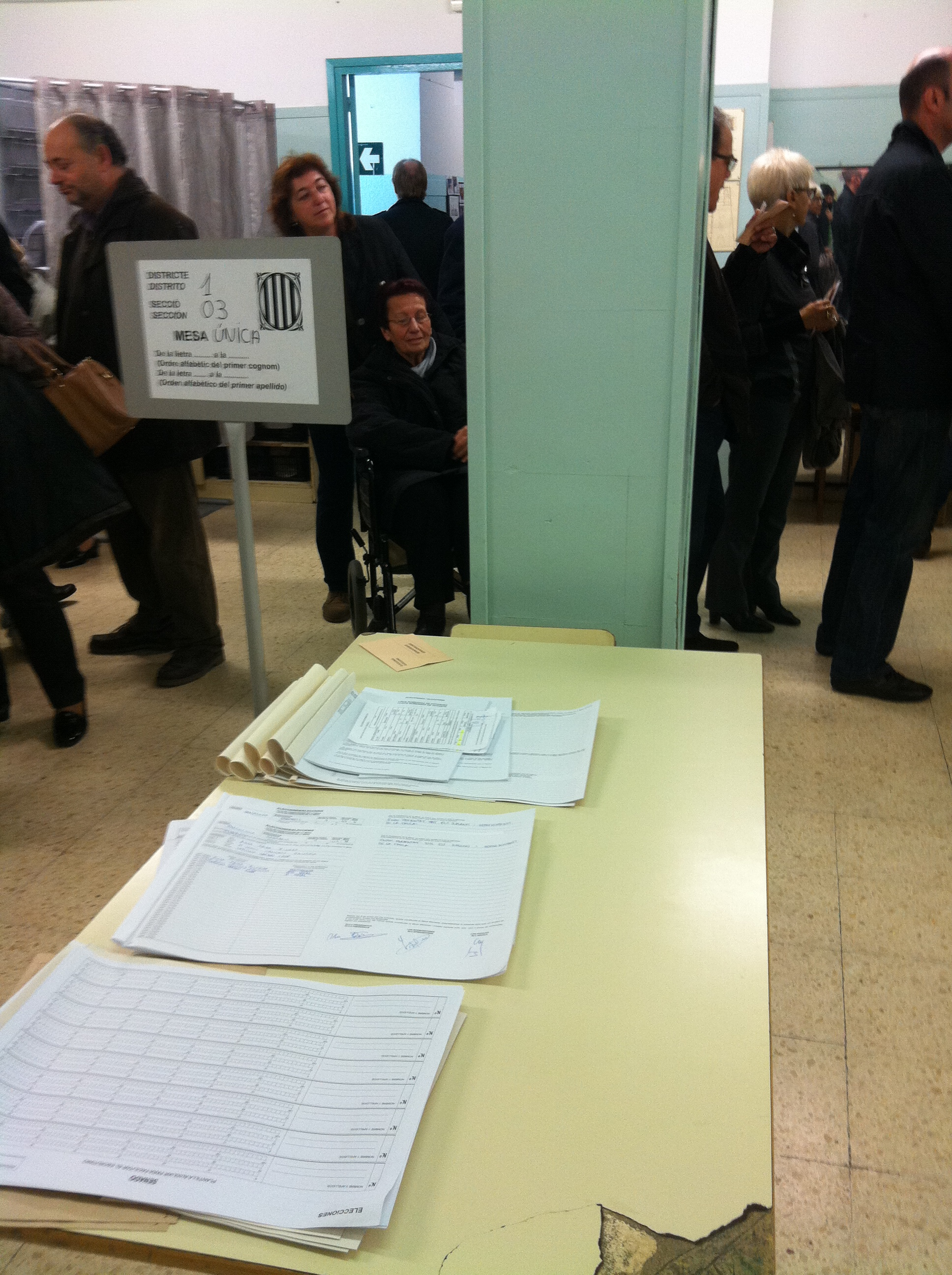
Les meses electorals són l'escalafó més baix de l'administració electoral.

D'acord amb la normativa vigent, l'administració electoral la conformen, en el seu escalafó més baix, les meses electorals, seguides de les juntes electorals de zona, les juntes provincials i la junta electoral central. La funció de les juntes electorals és vetllar pel compliment de la normativa electoral, així com resoldre els contenciosos que puguin sorgir entre partits, especialment durant la campanya electoral, així com aquells recursos relacionats amb els recomptes i/o impugnacions.

### Distribució d'escons i barrera mínima
A Catalunya, el sistema que s'usa per atorgar escons és la regla D'Hondt modificada, sistema segons el qual s'exigeix com a requisit a les candidatures per a tenir dret a participar en la distribució d'escons que superin un llindar prèviament establert. Aquest llindar o barrera electoral pot expressar-se de formes diverses: en percentatges sobre el cens electoral, sobre els vots emesos, sobre els vots vàlids o en xifres absolutes de vots. A més, la barrera pot ser exigida a nivell de circumscripció, de regió electoral o d'estat. L'objectiu essencial d'aquesta fórmula és impedir una excessiva fragmentació parlamentària a conseqüència de la dispersió del vot. La justificació d'aquest mecanisme electoral es basa en la pretensió d'aconseguir més fàcilment majories parlamentàries àmplies i consistents i, com a resultat, governs més estables. En els processos electorals de Catalunya cal obtenir com a mínim un 3% dels vots en la circumscripció per optar a tenir representació al Congrés dels Diputats i al Parlament de Catalunya, mentre que per optar a obtenir representació al ple municipal s'exigeix un mínim del 5% dels vots. Per a les eleccions al Parlament Europeu no s'estableix cap barrera mínima.

### Infraestructura electoral
Les paperetes que s'utilitzen en els processos electorals han de ser de color blanc per les eleccions al Congrés dels Diputats, al Parlament Europeu i a les eleccions municipals quan aquestes no coincideixin en el temps, mentre que les eleccions al Senat són de color sèpia. Si coincideixen en el temps, les paperetes al Congrés sempre són de color blanc mentre que les del Parlament Europeu són de color blau clar i les municipals de color violeta clar. Quan les eleccions són referents a entitats inferiors al municipi, s'utilitzen paperetes de color verd clar. En el cas de les eleccions al Conselh Generau dera Val d'aran, les paperetes són de color groc.

### Enquestes electorals
Les enquestes electorals de Catalunya –en les quals es mostren dades d'intenció de vot– segueixen el que marca la legislació espanyola. En aquest sentit, les enquestes electorals estan permeses fins a sis dies abans del dia de les eleccions. Durant aquest període i fins que no es tanquen els col·legis cap mitjà de comunicació pot oferir cap sondeig de prospecció de la intenció de vot o de vot emès. L'única particularitat que sí que es permet és en el cas de les eleccions generals: es permet la publicació d'enquestes quan tanquen els col·legis electorals peninsulars i els de les illes Balears, tot i que encara queda una hora de votació a les illes Canàries.

### Jornada electoral
Tant la llei orgànica 5/1985 com la llei 3/1982 estableixen que tots els processos electorals que es fan a Catalunya s'han de celebrar de forma simultània a tot el territori. A més a més, la llei estableix que el dret a vot es pot exercir entre les nou i les vint hores de forma ininterrompuda i que és necessari que el president de la mesa determini que la votació ha començat. La votació tan sols es podrà suspendre per causes de força major i sota la responsabilitat del president de la mesa. En cas que se suspengui no es procedeix al recompte ni es tenen en compte els vots emesos fins aquell moment.

## Nivells d'elecció
A Catalunya conviuen 5 processos electorals diferents, 3 dels quals se celebren conjuntament a tot l'estat espanyol, un que s'emmarca estrictament en l'àmbit territorial de la comunitat autònoma de Catalunya i, finalment, un que s'emmarca en l'àmbit territorial de la comarca de la Val d'Aran. Aquests 4 processos permeten determinar els representants de fins a 7 administracions públiques diferents, tenint en compte que està previst per llei el desenvolupament del Consell de vegueries.

### Eleccions generals espanyoles

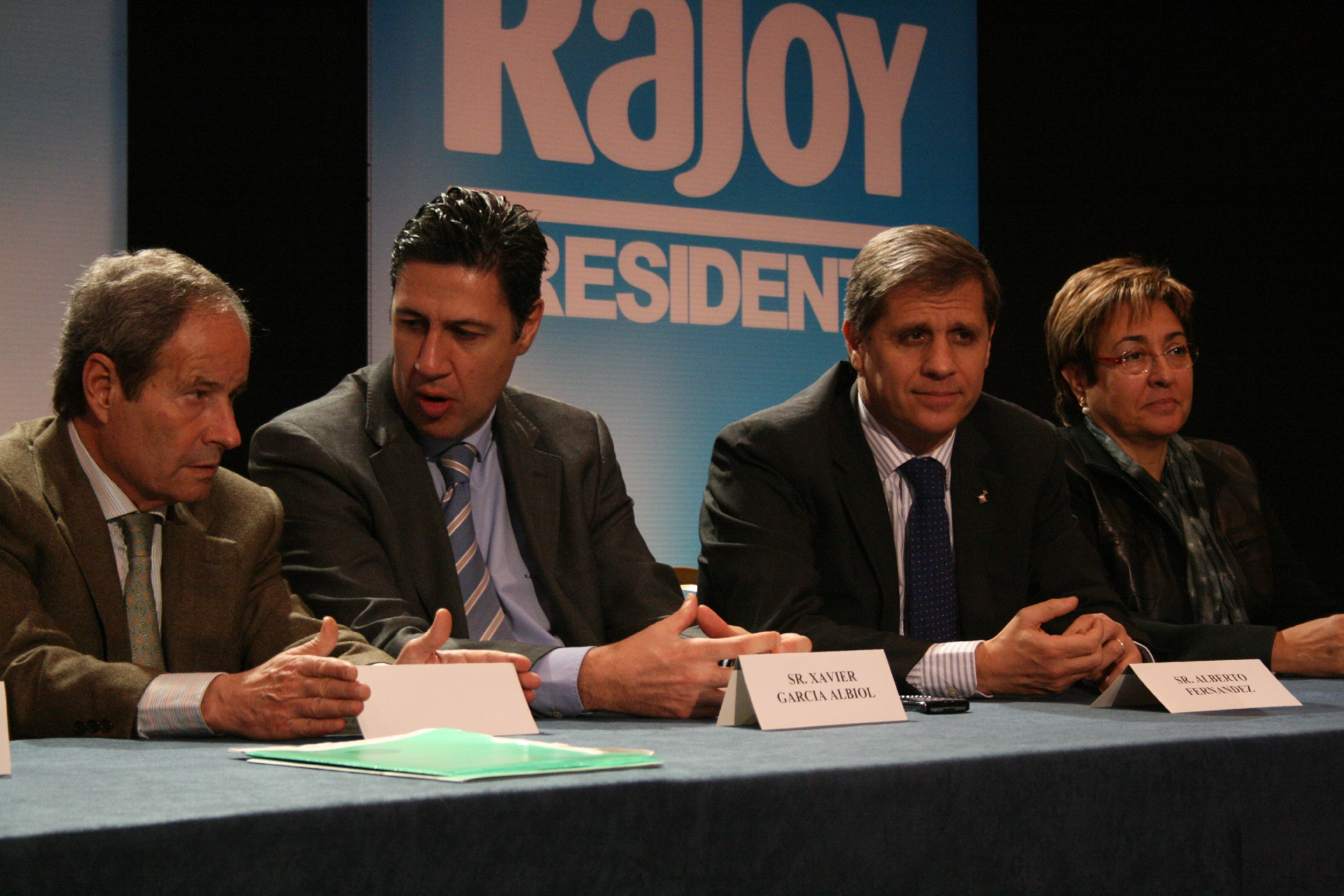
Campanya per a les eleccions generals de 2011 d'Alberto Fernández Díaz

Les eleccions generals són les eleccions en què els ciutadans de Catalunya escullen els seus representants a les Corts Generals espanyoles, és a dir, al Congrés dels Diputats i al Senat. La convocatòria de les eleccions generals és potestat del president del govern espanyol.

#### Congrés dels Diputats
Les eleccions al Congrés dels Diputats permeten als catalans escollir els seus representants a la cambra baixa espanyola. Aquesta cambra està formada per 350 diputats; cada circumscripció electoral, que coincideix amb una província a excepció de Ceuta i Melilla, té assignat un nombre determinat de diputats. Per determinar quants diputats té cada circumscripció, la llei orgànica 5/1985 determina que com a mínim una província té adjudicats dos diputats, i les ciutats autònomes un. Els diputats restants s'adjudiquen mitjançant una fórmula que parteix d'una quota de repartiment que es calcula dividint 248 (el nombre de diputats restants) entre la població total de cada circumscripció. Un cop s'obté aquesta quota, s'adjudiquen tants diputats com resultin, en nombres enters, de dividir la població de dret de la província per la quota de repartiment. Els diputats sobrants a causa dels nombres decimals es distribueixen assignant-ne un a cada una de les províncies, prioritzant aquelles que tinguin un coeficient amb una fracció decimal més gran. El reial decret de convocatòria de les eleccions especifica el nombre de diputats per províncies i circumscripcions.
En les eleccions generals del 2011, per exemple, a les quatre circumscripcions de Catalunya li corresponien 47 diputats al Congrés dels Diputats, dels quals 31 s'adjudicaren a la circumscripció de Barcelona, 6 a la de Girona, 6 a la de Tarragona i 4 a la de Lleida.

#### Senat
A les eleccions al Senat espanyol, els ciutadans de Catalunya escullen 12 dels 20 senadors que representen Catalunya a la cambra alta de les Corts Generals. Segons l'article 69 de la Constitució Espanyola, el Parlament de Catalunya ha d'assignar un senador o senadora més un per cada milió d'habitants del territori respectiu. A més a més, s'escullen per sufragi universal 4 senadors per cada circumscripció electoral. Una de les particularitats d'aquestes eleccions és que són les úniques amb llistes obertes i, per tant, l'elector vota directament al candidat i no a una llista de candidats que representen un partit, coalició o agrupació d'electors. A més a més, a causa d'aquesta característica, un elector pot arribar a votar a dos candidats de candidatures diferents. Concretament, el procediment consisteix que els electors que exerceixen el seu dret de vot escullen a 3 candidats de totes les candidatures presentades a la seva circumscripció. Els representants a la cambra alta són escollits segons el nombre de vots rebuts, de manera que els quatre candidats amb major nombre de vots en la circumscripció són proclamats senadors per un període de 4 anys.
Una de les situacions que sol donar-se en aquestes eleccions és que els 3 candidats al Senat amb major nombre de vots solen pertànyer a la mateixa candidatura que obté més vots en aquella circumscripció a les eleccions al congrés, i el 4t diputat se'l sol endur el partit o coalició que queda en segon lloc a les eleccions al Congrés dels diputats.

### Eleccions al Parlament de Catalunya

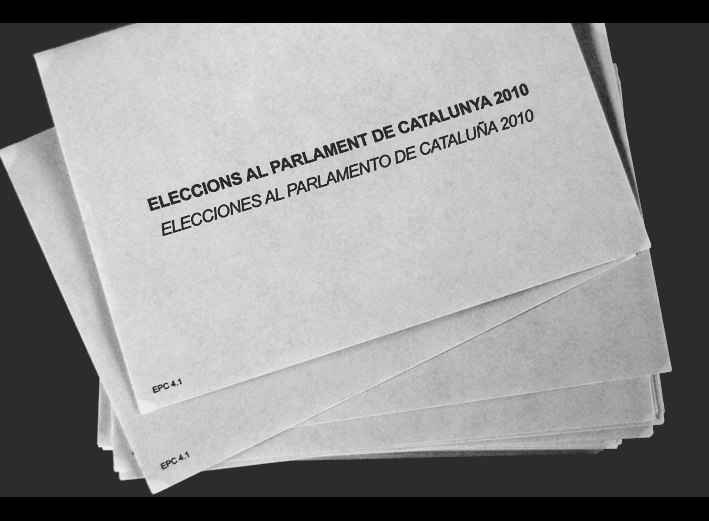
Sobres per emetre el vot de les eleccions al Parlament de Catalunya de 2010

En les eleccions al Parlament de Catalunya, els electors escullen els 135 membres del Parlament de Catalunya, els quals escolliran el president de la Generalitat. D'acord amb el que disposa l'article 75 de l'Estatut d'Autonomia de Catalunya i l'article 60 de la Llei 3/1982, de 23 de març, del Parlament i del Consell Executiu de la Generalitat, la potestat per convocar les eleccions al Parlament de Catalunya recau sobre el president de la Generalitat, el qual amb deliberació prèvia del Govern i sota la seva exclusiva responsabilitat pot dissoldre el parlament i convocar eleccions, les quals han de tenir lloc entre quaranta i seixanta dies següents a la data de publicació del decret de dissolució de la cambra i de la convocatòria d'eleccions al Diari Oficial de la Generalitat de Catalunya.
El Parlament s'elegeix per un termini de quatre anys mitjançant sufragi universal, secret, lliure, igual i directe, d'acord amb el qual disposa l'Estatut i la legislació electoral vigent. El sistema electoral és de representació proporcional: els escons del Parlament es reparteixen entre les llistes electorals presentades en proporció als vots que cadascuna ha obtingut. De totes maneres, la particularitat del sistema és que ha d'assegurar la representació adequada de totes les zones del territori de Catalunya. Tot i que l'Estatut preveu una circumscripció electoral diferent de la província, en l'actualitat la manca de llei electoral fa que aquesta sigui la circumscripció utilitzada. L'Estatut també determina que la composició del Parlament serà d'un mínim de 100 diputats i d'un màxim de 150. La fórmula electoral premia les circumscripcions menys habitades, ja que el sistema atorga un mínim de sis parlamentaris per circumscripció més un escó per cada 40.000 habitants a les circumscripcions de Girona, Tarragona i Lleida, mentre que la circumscripció de Barcelona necessita 50.000 habitants per sumar un escó i amb la limitació que no pot sobrepassar mai el nombre de 85 diputats. D'aquesta manera, el Parlament es compon, en l'actualitat, de 18 diputats de Tarragona, 17 de Girona, 15 de Lleida i 85 de Barcelona, la qual cosa suma en total 135 parlamentaris.
Una de les peculiaritats d'aquest sistema és que l'interès d'assegurar la representació adequada de totes les zones del territori de Catalunya permet que la llista més votada no sigui la que més diputats obté. Aquest fet ocorregué els anys 1999 i 2003, quan la candidatura més votada a les eleccions al Parlament de Catalunya fou el Partit dels Socialistes de Catalunya (PSC) que anava en coalició amb Iniciativa per Catalunya a les demarcacions de Lleida, Girona i Tarragona, però el grup parlamentari majoritari fou Convergència i Unió (CiU). Aquesta situació es tornà a produir l'any 2003, quan el PSC tornà a guanyar en vots, però obtingué menys escons que CIU.

#### President de la Generalitat de Catalunya

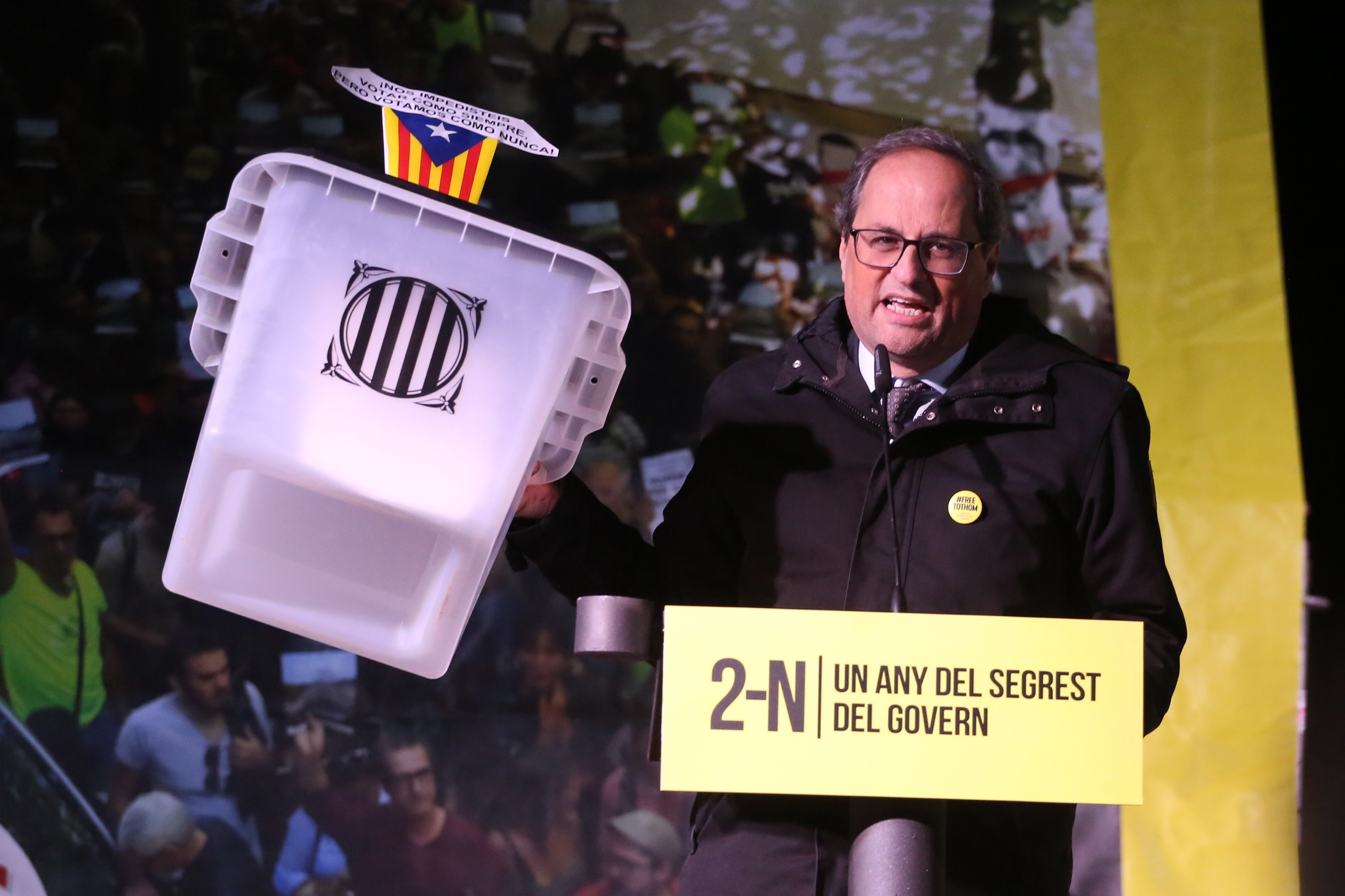
Quim Torra, president de la Generalitat

L'elecció del president de la Generalitat s'estableix en els articles 152.1 de la Constitució Espanyola i l'article 67.2 de l'Estatut d'Autonomia, i queda desplegada pels articles 49 i següents de la llei 3/1982 així com pels articles 127 i 128 del reglament del Parlament de Catalunya de 2005.
En l'elecció del president hi ha 3 fases clarament especificades. La primera fase requereix que un cop realitzades les eleccions i constituït el Parlament, el president del Parlament de Catalunya realitzi un torn de consultes amb els diferents representants dels grups polítics i, en funció del desenvolupament de les converses, proposi un candidat a la presidència de la Generalitat que obligatòriament ha de ser membre del Parlament entrant. En una segona fase, el candidat proposat ha d'exposar el programa de govern i sol·licitar la confiança del Parlament en una sessió plenària anomenada debat d'investidura. En acabar el debat es procedeix a la votació, després de la qual el candidat és investit sempre que obtingui un nombre de vots afirmatius igual o superior a la majoria absoluta de la cambra. En cas que això no s'assoleixi, es passa a una segona volta on el candidat queda investit per majoria simple. En el cas que el candidat tampoc aconsegueixi la confiança del Parlament, el president del Parlament ha de presentar nous candidats de forma successiva en un termini màxim de dos mesos. Si se sobrepassa aquest termini, es dissol Parlament i s'han de convocar eleccions. En una darrera fase, el president del Parlament ha de comunicar la decisió del Parlament al cap de l'Estat.
Una de les particularitats del sistema electoral que regeix les eleccions al Parlament de Catalunya, i que també succeeix en la resta de processos electorals del País Valencià i les Illes Balears i Pitiüses és que el candidat de la candidatura més votada o el que té més diputats no esdevé president de la Generalitat, sinó que el president l'escull el mateix Parlament entre un dels seus 135 membres. Per tant, es pot donar la particularitat que la suma de diputats de diferents candidatures facin president a un diputat que no és el candidat del grup parlamentari amb major representació. Aquest fet ja ocorregué l'any 2003, quan Pasqual Maragall fou elegit president tot i que el seu grup parlamentari no era el que més escons tenia, i l'any 2006, quan José Montilla fou elegit president malgrat tenir menys diputats i, fins i tot, era el candidat d'una llista que no fou la més votada.

### Eleccions municipals
A les eleccions municipals, els ciutadans amb nacionalitat d'algun dels països de la Unió Europea escullen els seus representants en els plens municipals, els quals són coneguts com a regidors. A Catalunya, per tant, se celebren 947 eleccions municipals simultànies; dels seus resultats en depenen també la formació dels consells comarcals i de les diputacions provincials. La llei orgànica del règim electoral general (5/1985) estableix que el quart diumenge de maig de cada quatre anys tenen lloc les eleccions municipals, tot i que existeix una excepció: quan en el mateix any coincideixen les eleccions municipals amb les europees, en un espai no superior a quatre mesos, les eleccions municipals se celebren en la mateixa data que les europees, essent la convocatòria d'aquestes segones qui fixa el dia. Aquest fet va ocórrer l'any 1999, quan les eleccions municipals es van celebrar el 13 de juny en comptes del 23 de maig, que era el quart diumenge del mes. Cada terme municipal es constitueix com una circumscripció en la qual s'elegeix el nombre de regidors que resulti d'aplicar el següent barem, tal com determina la legislació electoral.
| Població             | Regidors |
| -------------------- | -------- |
| Fins a 100 residents | 3        |
| De 101 a 250         | 5        |
| De 251 a 1.000       | 9        |
| De 2.001 a 5.000     | 11       |
| De 5.001 a 10.000    | 13       |
| De 10.001 a 20.000   | 17       |
| De 20.001 a 50.000   | 21       |
| De 50.001 a 100.000  | 25       |

A partir de 100.001 habitants, s'atorga un regidor més per cada 100.000 residents o fracció; a més, s'hi afegeix un regidor més quan el resultat és parell, ja que la llei estableix que el nombre de regidors ha de ser imparell. Les dades de població que s'usen són les publicades pel ministeri competent en la matèria.

#### Ciutat de Barcelona
A la ciutat de Barcelona, els resultats electorals també s'utilitzen per escollir els consellers de districte. Hi ha 10 consells de districte que són l'òrgan de govern dels 10 districtes municipals en què es divideix administrativament la ciutat. Segons la normativa vigent, cada consell està format per 15 membres amb un mandat de quatre anys i es renova al mateix temps que el ple de la ciutat. L'elecció dels seus membres es realitza de manera indirecta a partir dels resultats electorals registrats a cadascun dels districtes en les eleccions locals. L'atribució de consellers de cada districte es realitza segons el mètode D'Hondt aplicat als vots obtinguts per cada candidatura que assoleix un mínim del 5% dels vots al districte corresponent. Els consells estan presidits per un regidor nomenat per l'alcalde de la ciutat a proposta del mateix consell de districte. Així mateix, l'alcalde nomena directament un regidor de districte. A la resta de poblacions, els articles 58, 59, 60 i 61 de la llei 8/1987, del 15 d'abril, municipal i de règim local de Catalunya i el seu desenvolupament reglamentari posterior, estableix la possibilitat que les ciutats creïn els consells de districte com a òrgans municipals de caràcter consultiu i informatiu destinats a la participació dels ciutadans i les ciutadanes en els assumptes amb el territori que representen. La composició dels consells de districte ha d'assegurar la presència de regidors de l'ajuntament i del veïnat. Pel que fa als càrrecs polítics, a més del president del consell, també forma part del consell de districte –en qualitat de vocal– un regidor de l'ajuntament de la llista més votada en les darreres eleccions municipals celebrades, que és designat pel ple municipal. Pel que fa als representants del veïnat corresponents a les organitzacions polítiques, l'elecció es fa atenent els resultats de les darreres eleccions municipals. També es permet l'assistència a un representant proposat per cada una de les organitzacions polítiques que obtenen un mínim del 5% dels vots del cens del districte en les darreres eleccions municipals i que no tenen representació dins del consell de districte.

#### Elecció de l'alcalde
L'elecció de l'alcalde o alcaldessa d'un municipi de Catalunya també ve regulada per la llei orgànica 5/1985, concretament pel seu article 196. L'alcalde l'escull el ple de cada ajuntament entre els caps de llista de les formacions que han obtingut representació. L'elecció es realitza durant el ple de constitució de l'ajuntament, el qual es realitza vint dies després de les eleccions en tots els municipis catalans i de l'estat espanyol. En aquesta sessió constitutiva, en primer lloc tots els regidors juren el seu càrrec i, posteriorment, una mesa d'edat (formada pel regidor més gran i el regidor més jove) que ha vetllat pel correcte jurament dels regidors presideix l'elecció del nou alcalde. Per ser escollit alcalde cal obtenir la majoria absoluta del ple; si no s'obté la majoria absoluta, és proclamat alcalde el regidor que encapçala la llista que ha obtingut el nombre més gran de vots populars del municipi. En cas d'empat, es resol per sorteig.

#### Entitat municipal descentralitzada
A Catalunya hi ha 61 entitats municipals descentralitzades. En les eleccions, els veïns elegeixen directament l'alcalde pedani. L'alcalde pedani i la junta veïnal tenen les atribucions que en el règim general dels municipis es reconeixen a l'alcalde i al ple de l'ajuntament. Els alcaldes pedanis són escollits per sistema majoritari entre els candidats i candidates presentats.

### Eleccions europees

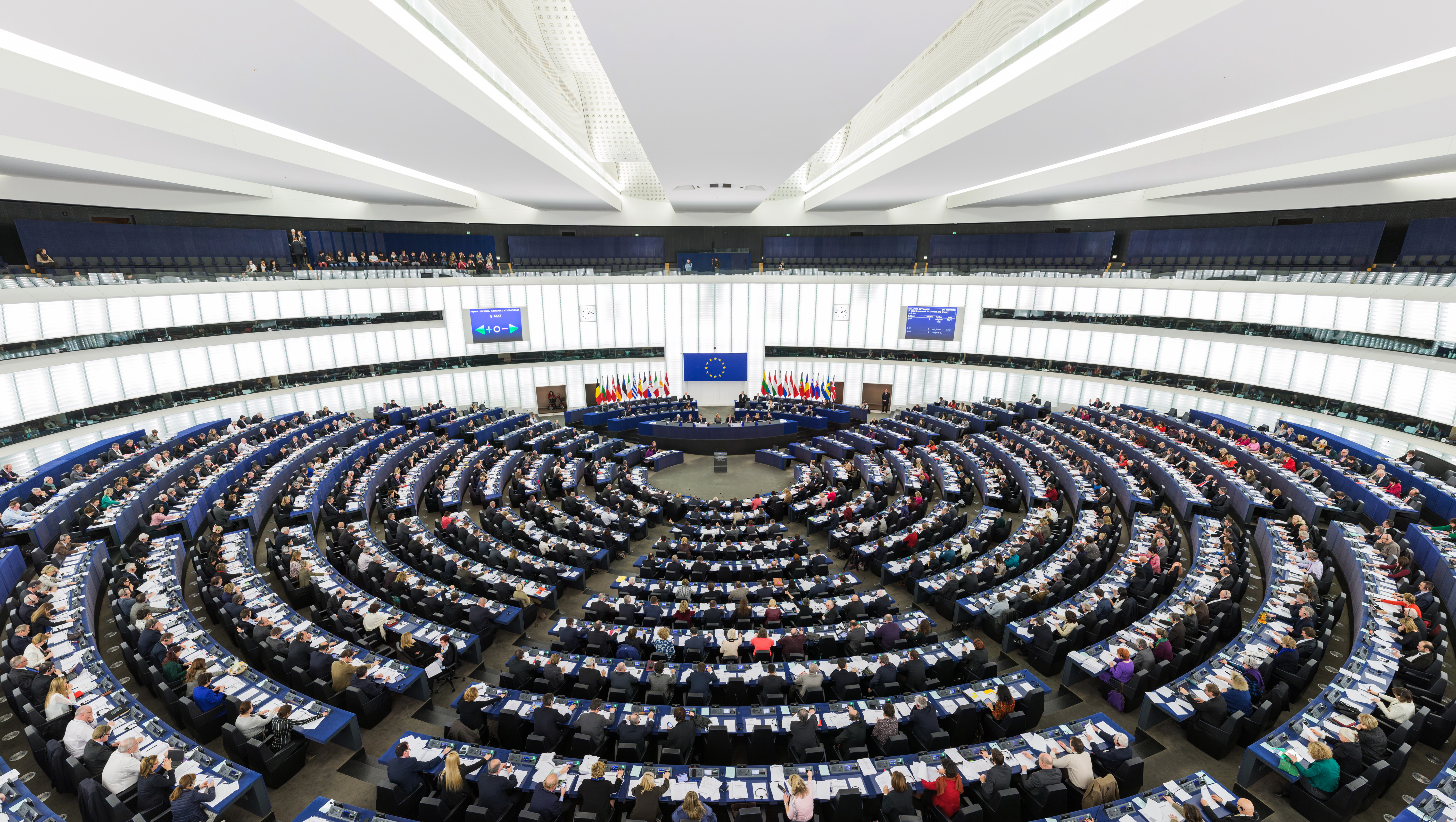
L'hemicicle del Parlament a Estrasburg.

A les eleccions europees, tots els ciutadans de la Unió Europea escullen els seus representants al Parlament Europeu per un període de cinc anys. Espanya està representada al Parlament Europeu per 54 diputats que s'elegeixen en una única circumscripció que correspon a tot el territori de l'estat espanyol. La convocatòria de les eleccions és potestat del president del govern espanyol, així com la seva data, la qual ha d'estar compresa dins d'un període fixat per la mateixa Unió Europea que comença un dijous i finalitza el diumenge següent.
Com que no hi ha un sistema uniformitzat, la normativa electoral ve determinada per les normatives electorals dels estats membres; per tant, a Catalunya s'aplica la llei orgànica 5/1985. El repartiment d'escons es realitza, doncs, segons la fórmula D'Hondt, com en la resta de processos electorals, entre totes les candidatures concurrents, car en aquesta ocasió no existeix cap barrera electoral. Cal assenyalar que la normativa actual permet la presentació de candidatures electorals específiques per comunitats autònomes integrades per candidats que ocupen llocs en una llista general del partit o coalició. Aquesta fórmula l'han utilitzat, per exemple, el PSC i IC a les eleccions europees de 2009, les quals, tot i estar integrades en les llistes generals del PSOE i d'IU respectivament, tenien les seves pròpies paperetes amb els seus candidats als col·legis catalans.

### Consells comarcals i diputacions

#### Consells comarcals
Els consells comarcals són els òrgans de govern comarcals, en funció del que estableix el decret legislatiu 4/2003, de 4 de novembre, que estableix com es conformen i renoven els mateixos. Els consells comarcals estan formats per membres del consell, amb un mandat de quatre anys comptats a partir de la data de la seva elecció. El nombre de membres del consell comarcal es determina en funció dels residents de la comarca segons la taula següent:
| Població                | Membres del consell comarcal |
| ----------------------- | ---------------------------- |
| Fins a 50.000 habitants | 19                           |
| De 50.001 a 100.000     | 25                           |
| De 100.001 a 500.000    | 33                           |
| De 500.001 en endavant  | 39                           |

La normativa vigent estableix que, un cop constituïts els ajuntaments de cada una de les comarques, és competència de la junta electoral provincial procedir a l'elecció dels membres dels consells comarcals corresponents a la seva circumscripció. En aquest cas, la junta electoral provincial corresponent ha d'assignar a cadascun dels partits, de les coalicions, de les federacions i de les agrupacions d'electors que hagin superat la barrera electoral del 3% a escala comarcal en les eleccions municipals, el nombre de llocs que els corresponen, seguint el següent procediment: primer, es calcula el percentatge de regidors que correspon a cada partit, coalició, federació o agrupació sobre el total de regidors de tots els ajuntaments de la comarca; en segon lloc, es calcula el percentatge de vots que correspon a cada partit, coalició, federació o agrupació sobre el total dels vots emesos en la comarca; en tercer lloc, es multipliquen els percentatges de regidors per un terç i els dels vots, per dos terços, i se sumen els resultats; en quart lloc, s'ordenen en columna els partits, les coalicions, les federacions i les agrupacions, de més gran a més petit, segons el percentatge obtingut de la suma de regidors i vots; finalment, s'aplica la regla D'Hondt, els llocs s'atribueixen a les llistes a les quals corresponen els quocients majors i es procedeix a l'atribució per ordre decreixent.

#### Diputacions
Les diputacions provincials són els òrgans de govern de cada una de les quatre províncies catalanes. Les diputacions estan formades per diputats provincials. El seu mandat és de quatre anys, comptats a partir de la data de la seva elecció. El nombre de diputats provincials ve determinat pel nombre d'habitants residents de la província segons la següent taula següent:
| Població                 | Diputats provincials |
| ------------------------ | -------------------- |
| Fins a 500.000 habitants | 25                   |
| De 500.001 a 1.000.000   | 27                   |
| D'1.000.001 a 3.500.000  | 31                   |
| Més de 3.500.001         | 51                   |

Segons la normativa vigent, els diputats provincials són elegits indirectament a partir del vot a les eleccions municipals, ja que els diputats provincials s'escullen entre els alcaldes i regidors dels ajuntaments de la província agrupats per partits judicials. Un cop han quedat constituïts els nous ajuntaments dels municipis de tota la província, la Junta Electoral fa una llista amb totes les candidatures que hagin obtingut com a mínim algun regidor dins del partit judicial que representen i els ordena de major a menor nombre de vots aconseguits. Prèviament, deu dies després de la convocatòria d'eleccions, la Junta Electoral Provincial divideix de forma proporcional, en funció del nombre de residents a cada partit judicial, el nombre de diputats que li correspon a cadascuna d'aquestes unitats territorials. Tots els partits judicials han de tenir almenys un diputat provincial i cap podrà posseir més de les tres cinquenes parts del total de membres de la diputació provincial.
Un cop feta la llista de formacions s'aplica la regla D'Hondt i s'atribueixen els diputats a cadascuna de les candidatures. El govern provincial el formen un president, un o més vicepresidents en funció del que decideixi el ple i una comissió de govern. Pot ser president qualsevol dels diputats, sigui o no sigui alcalde. L'elecció del president es fa per votació en el ple; és necessària la majoria absoluta en una primera votació i majoria simple en la segona.

### Conselh Generau d'Aran
La llei 16/1990 sobre el Règim Especial de la Vall d'Aran estableix la seva organització administrativa pròpia i la dota d'autogovern i de capacitat reglamentària. De fet, la mateixa llei defineix la Val d'Aran com una entitat local territorial, amb personalitat jurídica pròpia i plena capacitat i autonomia per al compliment de les seves finalitats, determinada per l'agrupació de territoris municipals. En aquestes eleccions, les persones amb nacionalitat espanyola residents a la Val d'Aran escullen els seus representants com a consellers generals al Conselh General, l'òrgan de govern de la Val d'Aran. L'adjudicació dels consellers es realitza usant la regla D'Hondt.
Les eleccions al Conselh Generau d'Aran són convocades per decret pel conseller del govern de la Generalitat de Catalunya competent en matèria de governació, tot i que la llei orgànica 5/1985 i la llei 16/1990 estableixen que aquestes s'han de celebrar simultàniament amb les eleccions municipals. La Val d'Aran es divideix en sis circumscripcions electorals, corresponents als sis terçons històrics formats anomenats Pujòlo, Arties e Garòs, Castièro, Marcatosa, Irissa i Quate Lòcs, als quals tenen assignats un nombre determinat de consellers que marca la llei 16/1990 i que queden reflectits en el següent quadre:
| Circumscripció | Consellers |
| -------------- | ---------- |
| Pujòlo         | 2          |
| Arties e Garòs | 2          |
| Castièro       | 4          |
| Marcatosa      | 1          |
| Lairissa       | 1          |
| Quate Lòcs     | 3          |

D'aquesta manera, el Consell General queda integrat per tretze membres amb un mandat per quatre anys, els quals escullen el síndic entre els seus membres. L'elecció es fa en la jornada constitutiva, i el candidat proposat cal que obtingui la majoria absoluta en la primera votació o la majoria simple en la segona. En cas d'empat es procedeix a una tercera votació; si persisteix l'empat, és elegit el candidat que ha obtingut més consellers generals; i si encara es manté l'empat, és elegit el candidat amb més vots en el conjunt d'Aran.

## Sistema de partits polítics

### Partits polítics

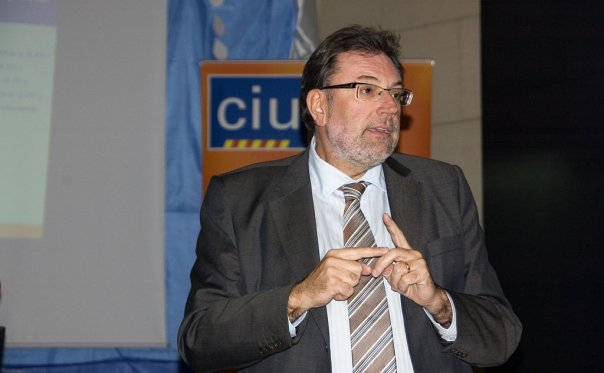
Els partits polítics catalans són organitzacions de caràcter privat que tenen per objectiu, segons la llei, obtenir representació per exercir el poder polític.

Basant-se en el dret d'associació que marca la Constitució Espanyola i les lleis i reglaments que el desenvolupen, a Catalunya es pot definir a un partit polític com aquell ens privat amb base associativa, format entorn d'una ideologia i que té la intenció d'obtenir representació a les institucions públiques per tal d'exercir des d'aquestes institucions el poder polític mitjançant un procés electoral. La seva organització i funcionament han de ser democràtics i la seva actuació ha d'estar subjecta a la legalitat vigent.

### Agrupacions d'electors
Segons la legislació electoral espanyola, una agrupació d'electors és aquell conjunt de ciutadans que de forma temporal i amb l'única finalitat de presentar una candidatura s'uneixen davant d'unes determinades eleccions. Per tal de presentar candidatures, les agrupacions d'electors necessiten aconseguir un nombre mínim de suport o signatures:
- A les eleccions al Parlament de Catalunya, l'1% dels electors de la circumscripció electoral corresponent.[55]
- A les eleccions generals, l'1% dels inscrits en el cens electoral de la respectiva circumscripció electoral.
- A les eleccions al Parlament Europeu, 15.000 electors.[3]

En les eleccions municipals depèn del nombre d'habitants del municipi, tal com indica la taula següent:
| Població                              | Suport          |
| ------------------------------------- | --------------- |
| Menys de 5000 habitants               | 1% del cens     |
| Entre 5.001 i 10.000 habitants        | 100 signatures  |
| Entre 10.001 i 50.000 habitants       | 500 signatures  |
| Entre 50.001 i 150.000 habitants      | 1500 signatures |
| Entre 150.001 i 300.000 habitants     | 3000 signatures |
| Entre 300.001 i 1.000.000 d'habitants | 5000 signatures |
| Més d'un milió d'habitants            | 8000 signatures |

### Finançament electoral

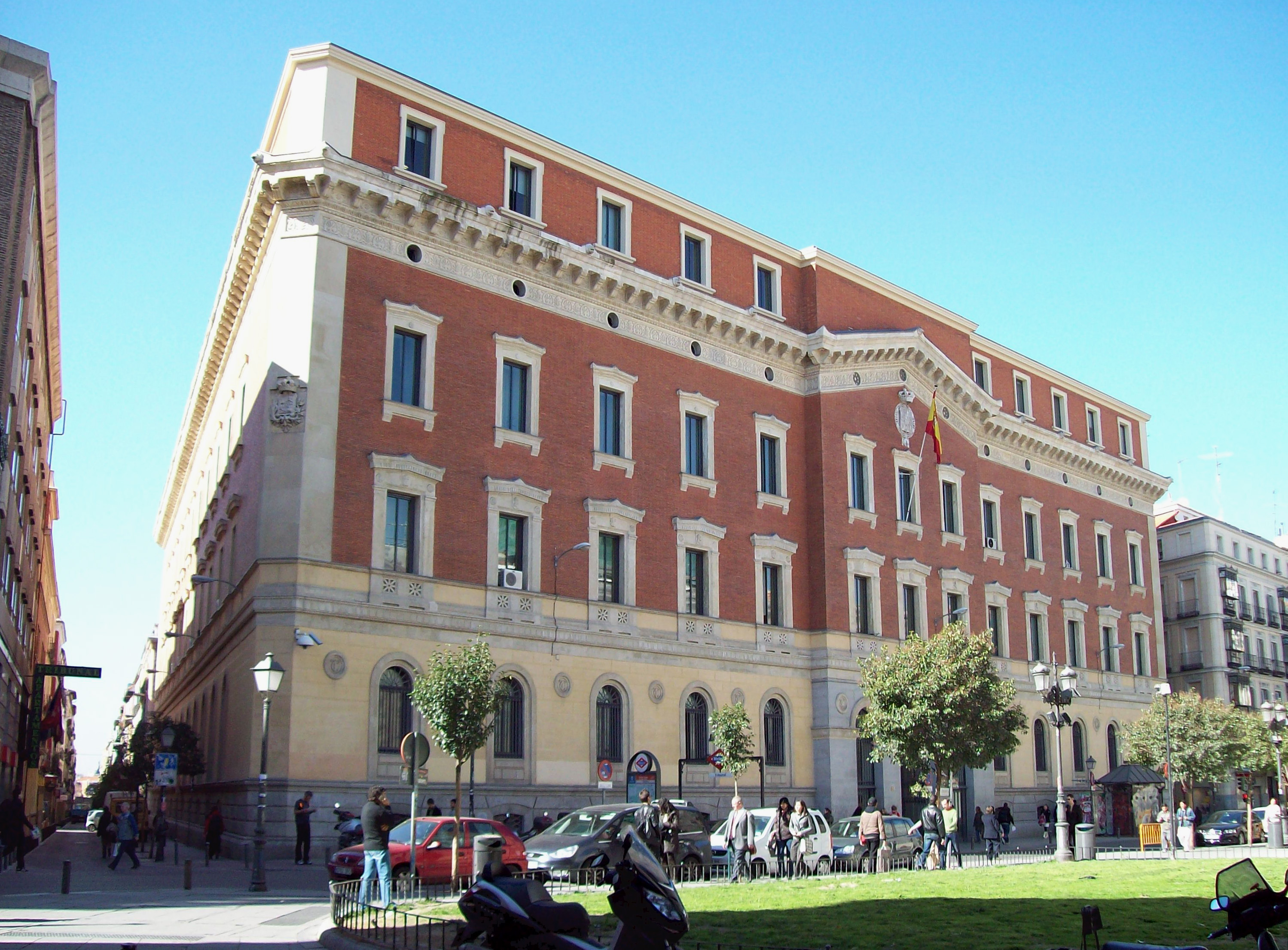
El Tribunal de comptes espanyol és qui té la potestat de sancionar als partits polítics en cas d'irregularitats econòmiques.

El finançament dels partits està regulat per la Llei Orgànica 8/2007, que contempla dues possibles vies de finançament:
- Finançament de caràcter públic: mitjançant subvencions per a despeses electorals (segons el que dicta la llei orgànica 5/1985), mitjançant subvencions estatals (que només obtenen els partits amb representació al Congrés) i a càrrec dels Pressupostos Generals de l'estat. La quantitat s'assigna en funció del nombre de vots i escons obtinguts en les últimes eleccions dividint la consignació pressupostària en 3 parts: una tercera part es reparteix proporcionalment al nombre d'escons i les altres dues terceres parts proporcionalment al nombre de vots. Els partits també poden rebre subvencions anuals provinents de la Generalitat de Catalunya, a càrrec dels pressupostos d'aquesta entitat. Finalment, la llei preveu la possibilitat de subvencions extraordinàries i d'aportacions dels grups parlamentaris, etc. En cas d'iniciar-se el procediment per il·legalitzar un partit, es pot retirar el finançament públic.[3][56]

- Finançament de caràcter privat: provinent de les quotes dels afiliats, de productes obtinguts de la gestió del propi patrimoni, i donacions nominatives, no condicionades, per part de persones físiques o jurídiques; mai d'empreses que treballin per l'Administració Pública –directament o indirectament– o que tinguin capital majoritàriament públic. El límit és de 100.000 € per any per cada persona física o jurídica (exceptuant béns immobles). Finalment, la llei també preveu la possibilitat de finançar-se a partir de fons procedents de crèdits o préstecs i d'herències.

Els partits tenen prohibides activitats de caràcter mercantil, tenint en compte que la gestió del patrimoni propi no es considera com a tal. La llei també preveu un règim tributari especial amb l'exempció de l'Impost de Societats per:
- Les quotes i aportacions d'afiliats
- Les subvencions públiques
- Les donacions privades o increments de patrimoni
- Els rendiments de la gestió del propi patrimoni
- Els rendiments dels béns i drets que integren el patrimoni del partit

El Tribunal de Comptes té la potestat de sancionar els partits polítics quan aquests obtinguin donacions fora dels supòsits que marca la legislació vigent –en aquest cas se'ls imposa una multa del doble de la quantitat percebuda– o quan no presentin els comptes requerits pel Tribunal de Comptes –en aquest cas se'ls retiren les subvencions. Un cop iniciat el procediment administratiu sancionador, els partits tenen un marge de 15 dies per presentar proves, al·legacions, etc., tenint en compte que la legislació vigent estableix el deure de col·laboració obligatori per als partits. La legislació actual preveu, però, que la Sindicatura de comptes tingui competències per fiscalitzar els partits polítics i les seves fundacions i associacions, així com la comptabilitat dels processos electorals l'àmbit dels quals se circumscrigui a Catalunya.

## Referèndum
La legislació vigent determina que la convocatòria de consultes populars per la via de referèndum és competència exclusiva de l'estat espanyol, a proposta del govern, amb l'excepció d'una reforma constitucional, que és potestat del Congrés dels Diputats. El referèndum el convoca el rei d'Espanya mitjançant un reial decret, previ acord del consell de ministres, i referendat pel president del govern espanyol.
Està previst en la legislació actual que les reformes de l'estatut d'autonomia de Catalunya siguin aprovades via referèndum a nivell català. De totes maneres, el mateix estatut indica que primer ha de ser aprovat per les Corts Generals i el referèndum ha de tenir el vistiplau del president del govern espanyol.